# Pinki (ur. 1992)
Pinki Pinki (ur. 15 czerwca 1992) – indyjska zapaśniczka walcząca w stylu wolnym. Zajęła piąte miejsce na mistrzostwach świata w 2021. Piąta w indywidualnym Pucharze Świata w 2020. Trzynasta na igrzyskach azjatyckich w 2018. Mistrzyni Azji w 2020; piąta w 2018. Triumfatorka igrzysk Azji Południowej w 2019. Złota medalistka mistrzostw Wspólnoty Narodów w 2016 i srebrna w 2017. Wicemistrzyni Azji juniorów w 2016 roku.